# Vịt chuyên thịt M14
M14 là giống vịt chuyên thịt, có nguồn gốc từ Cộng hòa Pháp, được nhập về Việt Nam năm 2005. Ngày 16/5/2007, Bộ Nông nghiệp và Phát triển nông thôn ban hành Quyết định số 42/2007/QĐ-BNN chính thức bổ sung giống vịt này vào danh mục giống vật nuôi Việt Nam. Việc phát triển vịt chuyên thịt M14 vào sản xuất đã được công nhận là tiến bộ kỹ thuật tại Quyết định số 14/QĐ-CN-SGN ngày 20/01/2009 của Cục trưởng Cục Chăn nuôi.

## Một số đặc điểm
Vịt M14 có màu lông trắng tuyền; mỏ từ vàng nhạt đến vàng thẫm; chân và da vàng; ngực sâu và rộng, dáng đi song song với mặt đất; thân hình vạm vỡ.
Vịt thích nghi tốt với điều kiện sinh thái của Việt Nam, tỷ lệ nuôi sống cao, đạt 97,97%, sức kháng bệnh tốt. Nuôi sinh sản cho tỷ lệ đẻ trung bình là 68,51%-70,25%; Năng suất trứng là 202–206 quả/mái/67 tuần tuổi, tiêu tốn thức ăn/quả trứng là 390-400 gram; Chất lượng trứng tốt, đơn vị Haugh 90,06 - 91,10; tỷ lệ phôi đạt 90,15-91,92%, tỷ lệ ấp nở/phôi đạt khá cao 84-85%. Vịt nuôi thương phẩm khối lượng đạt 3.144g/con/8 tuần tuổi; tỷ lệ thịt xẻ, tỷ lệ thịt có giá trị đạt cao và tiêu tốn thức ăn thấp 2,48-2,72 kg.
Vịt cái thường được dùng làm mái nền để thụ tinh nhân tạo với ngan trống R71. Con lai giữa ngan R71 và vịt M14 được tạo ra bằng công nghệ thụ tinh nhân tạo có tỷ lệ nuôi sống đạt cao 100%; khối lượng cơ thể đạt 3601,3 gram/con ở 10 tuần tuổi với tiêu tốn thức ăn/kg tăng trọng là 2,90 kg.